# Геляс Ярослав Томович
Ярослав Томович Геляс (21 листопада 1916, с. Терпилівка, нині Тернопільського району Тернопільської області — 6 жовтня 1992, м. Львів) — український актор театру та кіно, режисер, художник, діяч культури. Народний артист УРСР (1964).

## Життєпис
З 1934 року — запрошений актором «Театру рев'ю та оперети» під керівництвом Богдана Сарамаґи та помічником режисера мандрівного театру під керівництвом Богдана Сарамаґи, Йосифа Стадника, ім. Івана Тобілевича, львівських театрів ім. Лесі Українки та юного глядача, ім. Марії Заньковецької, Харківського імені Тараса Шевченка, Київського ім. Івана Франка, Одеського імені Василя Василька, Тернопільського імені Тараса Шевченка. Закарпатського обласного музико-драматичного театрів. 
У 1963—1974 — головний режисер, актор Тернопільського театру імені Т. Шевченка. В 1974—1990 роки — головний режисер Закарпатського обласного державного українського музично-драматичного театру (Ужгород). Проте діяльність Геляса розповсюджувалася не тільки на Західну Україну.

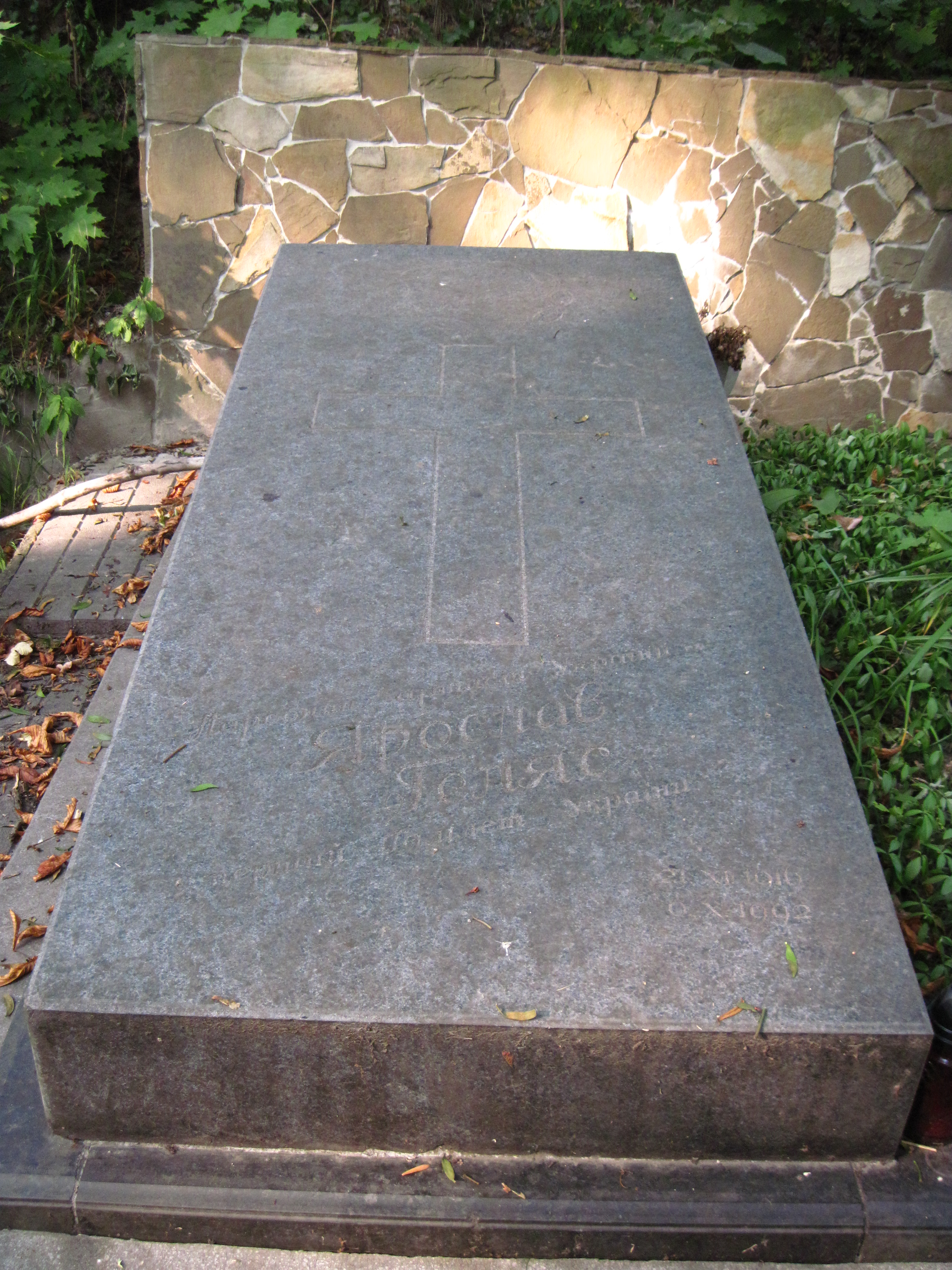
Могила на Личакові

1991 Ярослав Геляс перезїдить до Львова. Похований на Личаківському цвинтарі.

## Вистави
- 1963 — «Ой піду я в Бориславку» Л. Болобана і Л. Предславича за І. Франком;
- 1964 — «Камінний господар» Лесі Українки;
- «Гамлет» У. Шекспір;
- 1965 — «Дай серцю волю, заведе в неволю» М. Кропивницького;
- 1967 — «Запорожець за Дунаєм» С. Гулака-Артемовського;
- 1969 — «Балладина» Ю. Словацького;
- 1971 — «Тигр та гієна» Ш. Петефі;
- 1974 — «Украдене щастя» І. Франка.

## Фільмографія
- 1954 — «Над Черемошем» — Микола Сенчук
- 1956 — «Іван Франко» — Михайло Павлик
- 1957 — «Правда» — Олександр Керенський
- 1959 — «Олекса Довбуш» — Штефан Дзвінка
- 1968 — «Помилка Оноре де Бальзака» — полковник Кароль Ганський
- 1969 — «Дума про Британку» — Романовський
- 1970 — «Родина Коцюбинських» — Іван Франко
- 1970 — «Чортова дюжина» — Нілов
- 1972 — «Вершники» — майор на іподромі

## Публікації
- Геляс Я. Актор і його герой: Творча трибуна // Рад. культура. — 1958. — 3 квіт.
- Геляс Я. Завіса відкривається сьогодні // Вільне життя. — 1972. — 21 жовт.
- Геляс Я. Зустріч, що триватиме довіку: [Спогади про Мар'яна Крушельницького] // Вільне життя. — 1967. — 26, 28 квіт.
- Геляс Я. Кафедра добра // Вільне життя. — 1973. — 16 берез.
- Геляс Я. Любіть театр // Вільне життя. — 1963. — 3 листоп.
- Геляс Я. Молодь одного театру: Терноп. укр. драм. театр ім. Т.Шевченка // Мистецтво. — 1996. — № 5. — С. 6—7.
- Геляс Я. Новий театральний сезон: Розп. гол. реж. // Вільне життя. — 1973. — 13 жовт.
- Геляс Я. Особиста відповідальність митця // Культура і життя. — 1971. — 15 квіт.
- Геляс Я. Прем'єра ювілейного сезону // Вільне життя. — 1967. — 15 жовт.
- Геляс Я. Репертуар — обличчя театру // Укр. театр. — 1971. — № 3. — С. 15.
- Геляс Я. Спектаклі, ролі, пошуки: Розм. з гол. реж. театру ім. Т. Шевченка народним артистом УРСР // Вільне життя. — 1964. — 18 листоп.
- Геляс Я. Сповідуючи новаторську романтику // Укр. театр. — 1970. — № 1. — С. 7.
- Геляс Я. Те, що залишається назавжди // Вільне життя. — 1984. — 20 листоп.
- Геляс Я. «Тільки вільний народ зможе побудувати свій національний театр» / Зап. інтерв'ю Й. Баглай // Нар. творчість та етнографія. — 1992. — № 4. — С. 5—6.
- Геляс Я. У школі Йосипа Стадника: Фрагменти з моїх спогадів / Подав до друку П. Медведик // Тернопіль. — 1997. — № 3-4. — С. 18-20.

## Нагороди та визнання
- Орден Трудового Червоного Прапора
- Орден «Знак Пошани»
- У ДАТО створено особовий фонд актора

## Родина
- Перша дружина — Стефа Стадниківна, одружилися не пізніше 1944 — розійшлися приблизно у 1957[5][6]
- Друга дружина — Майя Геляс, з 1962 по 1992[1][7][8], нар. Мернова[9][10].
  - Старший син Володимир  — актор львівського театру «Воскресіння»[1].
  - Молодший син Ярослав — режисер на ТБ. Закінчив режисуру в Михайла Рєзніковича. Режисер програм «Поза очі», «Доброго ранку, Україно» на «Інтері». Створив фільми про Миколу Амосова та Степана Бендеру для проекту «Великі українці»[1].